# Potoka Koreniacka
Potoka Koreniacka (biał. Патока Караняцкая, Patoka Karaniackaja; ros. Потока Коренятская, Potoka Korieniatskaja) – chutor na Białorusi, w obwodzie grodzieńskim, w rejonie ostrowieckim, w sielsowiecie Ryteń.

## Historia
Pod zaborami wieś. W II Rzeczypospolitej opisywana w różnych źródłach jako folwark lub zaścianek.
W XIX i w początkach XX w. położona była w Rosji, w guberni wileńskiej, w powiecie zawilejskim/święciańskim, w gminie Kiemieliszki. W 1905 roku zaścianek należał do Czechowicza, liczył 10 mieszkańców, 60 dziesięcin.
Po I wojnie światowej pod administracją polską, w Zarządzie Cywilnym Ziem Wschodnich. W latach 1920–1922 w składzie Litwy Środkowej.
Od 11 kwietnia 1922 leżała w Polsce, w województwie wileńskim, w powiecie święciańskim, w gminie Kiemieliszki.
W 1931 w 4 domach zamieszkiwały 22 osoby.
Miejscowość należała do parafii rzymskokatolickiej w Świrankach. Podlegała pod Sąd Grodzki w Święcianach i Okręgowy w Wilnie; właściwy urząd pocztowy mieścił się w Kiemieliszkach.
Po II wojnie światowej w granicach Związku Sowieckiego. Od 1991 w niepodległej Białorusi. Nosiła wówczas nazwę Potoka (biał. Патока, Patoka; ros. Потока, Potoka). 4 marca 2014, w związku z przeniesieniem w poprzednim roku chutoru z likwidowanego sielsowietu Podolce do sielsowietu Ryteń, w którym była już miejscowość o tej nazwie, przywrócono przedwojenną nazwę.